# Казахстан на Олимпийских играх
Казахстан как отдельная команда впервые выступил на Олимпийских играх в 1994 году. До 1988 года казахстанские спортсмены выступали в составе сборной СССР. После распада СССР на летней Олимпиаде-1992 в Барселоне и зимней Олимпиаде-1992 в Альбервиле казахстанские спортсмены, участвовали в составе Объединённой команды под Олимпийским флагом, а начиная с зимней Олимпиады-1994 в Лиллехаммере — в отдельной команде под собственным флагом. Спустя 2 года, казахстанские спортсмены как отдельная команда впервые выступили на летних Олимпийских играх в 1996 году в Атланте.
Всего было принято участие в 7 летних и 7 зимних Олимпийских играх, выиграно 72 и 9 медалей соответственно.
Казахстан подавал заявку на проведение зимних Олимпийских игр 2022 года в Алматы, но по результатам голосования МОК местом их проведения был избран Пекин, ранее принимавший у себя летние Олимпийские игры 2008 года.

## Таблица медалей
80
| Игры                | Участники                                           | Золото                                              | Серебро                                             | Бронза                                              | Всего                                               | Место                                               |                                             |
| ------------------- | --------------------------------------------------- | --------------------------------------------------- | --------------------------------------------------- | --------------------------------------------------- | --------------------------------------------------- | --------------------------------------------------- | ------------------------------------------- |
| 1952—1988           | Спортсмены выступали в составе сборной СССР         | Спортсмены выступали в составе сборной СССР         | Спортсмены выступали в составе сборной СССР         | Спортсмены выступали в составе сборной СССР         | Спортсмены выступали в составе сборной СССР         | Спортсмены выступали в составе сборной СССР         | Спортсмены выступали в составе сборной СССР |
| 1992 Барселона      | Спортсмены выступали в составе Объединённой команды | Спортсмены выступали в составе Объединённой команды | Спортсмены выступали в составе Объединённой команды | Спортсмены выступали в составе Объединённой команды | Спортсмены выступали в составе Объединённой команды | Спортсмены выступали в составе Объединённой команды |                                             |
| 1996 Атланта        | 96                                                  | 3                                                   | 4                                                   | 4                                                   | 11                                                  | 24                                                  |                                             |
| 2000 Сидней         | 130                                                 | 3                                                   | 4                                                   | 0                                                   | 7                                                   | 22                                                  |                                             |
| 2004 Афины          | 119                                                 | 1                                                   | 4                                                   | 3                                                   | 8                                                   | 40                                                  |                                             |
| 2008 Пекин          | 132                                                 | 2                                                   | 3                                                   | 4                                                   | 9                                                   | 37                                                  |                                             |
| 2012 Лондон         | 115                                                 | 3                                                   | 2                                                   | 6                                                   | 11                                                  | 23                                                  |                                             |
| 2016 Рио-де-Жанейро | 104                                                 | 2                                                   | 5                                                   | 10                                                  | 18                                                  | 22                                                  |                                             |
| 2020 Токио          | 93                                                  | 0                                                   | 0                                                   | 8                                                   | 8                                                   | 83                                                  |                                             |
| 2024 Париж          | —                                                   | 1                                                   | 3                                                   | 3                                                   | 7                                                   | 43                                                  |                                             |
| Итого               | Итого                                               | 15                                                  | 24                                                  | 39                                                  | 79                                                  |                                                     |                                             |

| Игры                | Участники                                           | Золото                                              | Серебро                                             | Бронза                                              | Всего                                               | Место                                               |                                             |
| ------------------- | --------------------------------------------------- | --------------------------------------------------- | --------------------------------------------------- | --------------------------------------------------- | --------------------------------------------------- | --------------------------------------------------- | ------------------------------------------- |
| 1956—1988           | Спортсмены выступали в составе сборной СССР         | Спортсмены выступали в составе сборной СССР         | Спортсмены выступали в составе сборной СССР         | Спортсмены выступали в составе сборной СССР         | Спортсмены выступали в составе сборной СССР         | Спортсмены выступали в составе сборной СССР         | Спортсмены выступали в составе сборной СССР |
| 1992 Альбервиль     | Спортсмены выступали в составе Объединённой команды | Спортсмены выступали в составе Объединённой команды | Спортсмены выступали в составе Объединённой команды | Спортсмены выступали в составе Объединённой команды | Спортсмены выступали в составе Объединённой команды | Спортсмены выступали в составе Объединённой команды |                                             |
| 1994 Лиллехаммер    | 29                                                  | 1                                                   | 2                                                   | 0                                                   | 3                                                   | 12                                                  |                                             |
| 1998 Нагано         | 60                                                  | 0                                                   | 0                                                   | 2                                                   | 2                                                   | 20                                                  |                                             |
| 2002 Солт-Лейк-Сити | 50                                                  | 0                                                   | 0                                                   | 0                                                   | 0                                                   | —                                                   |                                             |
| 2006 Турин          | 56                                                  | 0                                                   | 0                                                   | 0                                                   | 0                                                   | —                                                   |                                             |
| 2010 Ванкувер       | 39                                                  | 0                                                   | 1                                                   | 0                                                   | 1                                                   | 25                                                  |                                             |
| 2014 Сочи           | 52                                                  | 0                                                   | 0                                                   | 1                                                   | 1                                                   | 26                                                  |                                             |
| 2018 Пхёнчхан       | 46                                                  | 0                                                   | 0                                                   | 1                                                   | 1                                                   | 28                                                  |                                             |
| 2022 Пекин          | 34                                                  | 0                                                   | 0                                                   | 0                                                   | 0                                                   | —                                                   |                                             |
| Итого               | Итого                                               | 1                                                   | 3                                                   | 4                                                   | 8                                                   |                                                     |                                             |

### Медали по летним видам
| Вид спорта            | Золото | Серебро | Бронза | Всего |
| --------------------- | ------ | ------- | ------ | ----- |
| Бокс                  | 7      | 8       | 11     | 26    |
| Лёгкая атлетика       | 2      | 1       | 2      | 5     |
| Борьба                | 1      | 6       | 11     | 18    |
| Тяжёлая атлетика      | 1      | 4       | 6      | 11    |
| Дзюдо                 | 1      | 2       | 3      | 6     |
| Велоспорт             | 1      | 1       | 0      | 2     |
| Современное пятиборье | 1      | 0       | 0      | 1     |
| Плавание              | 1      | 0       | 0      | 1     |
| Стрельба              | 0      | 2       | 2      | 4     |
| Спортивная гимнастика | 0      | 1       | 0      | 1     |
| Карате                | 0      | 0       | 2      | 2     |
| Тхэквондо             | 0      | 0       | 1      | 1     |
| Всего                 | 15     | 25      | 38     | 78    |

| Вид спорта            | Золото | Серебро | Бронза | Всего | Место |
| --------------------- | ------ | ------- | ------ | ----- | ----- |
| Бокс                  | 7      | 8       | 11     | 26    | 10    |
| Легкая атлетика       | 2      | 1       | 2      | 5     | 55    |
| Борьба                | 1      | 6       | 11     | 18    | 36    |
| Тяжелая атлетика      | 1      | 4       | 6      | 11    | 33    |
| Дзюдо                 | 1      | 2       | 3      | 6     | 30    |
| Велоспорт             | 1      | 1       | 0      | 2     | 30    |
| Современное пятиборье | 1      | 0       | 0      | 1     | 12    |
| Плавание              | 1      | 0       | 0      | 1     | 42    |
| Стрельба              | 0      | 2       | 3      | 5     | 54    |
| Спортивная гимнастика | 0      | 1       | 0      | 1     | 35    |
| Карате                | 0      | 0       | 2      | 2     |       |
| Тхэквондо             | 0      | 0       | 1      | 1     | 39    |
| Всего                 | 15     | 24      | 39     | 79    | 50    |

### Медали в зимних видах
| Вид спорта         | Золото | Серебро | Бронза | Всего |
| ------------------ | ------ | ------- | ------ | ----- |
| Лыжные гонки       | 1      | 2       | 1      | 4     |
| Биатлон            | 0      | 1       | 0      | 1     |
| Конькобежный спорт | 0      | 0       | 1      | 1     |
| Фигурное катание   | 0      | 0       | 1      | 1     |
| Фристайл           | 0      | 0       | 1      | 1     |
| Всего              | 1      | 3       | 4      | 8     |

## Список олимпийских чемпионов от Казахстана
| Медаль | Спортсмен(-ка)      | Игры                | Вид спорта            | Дисциплина                         |
| ------ | ------------------- | ------------------- | --------------------- | ---------------------------------- |
| Золото | Владимир Смирнов    | 1994 Лиллехаммер    | Лыжные гонки          | мужчины, 50 км, классический стиль |
| Золото | Василий Жиров       | 1996 Атланта        | Бокс                  | мужчины, до 81 кг                  |
| Золото | Александр Парыгин   | 1996 Атланта        | Современное пятиборье | мужчины, личное первенство         |
| Золото | Юрий Мельниченко    | 1996 Атланта        | Борьба                | греко-римская борьба, до 57 кг     |
| Золото | Ольга Шишигина      | 2000 Сидней         | Лёгкая атлетика       | женщины, 100 м с/б                 |
| Золото | Бекзат Саттарханов  | 2000 Сидней         | Бокс                  | мужчины, до 57 кг                  |
| Золото | Ермахан Ибраимов    | 2000 Сидней         | Бокс                  | мужчины, до 71 кг                  |
| Золото | Бахтияр Артаев      | 2004 Греция         | Бокс                  | мужчины, до 69 кг                  |
| Золото | Бакыт Сарсекбаев    | 2008 Китай          | Бокс                  | мужчины, до 69 кг                  |
| Золото | Алла Важенина       | 2008 Китай          | Тяжёлая атлетика      | женщины, до 75 кг                  |
| Золото | Ольга Рыпакова      | 2012 Лондон         | Лёгкая атлетика       | женщины, тройной прыжок            |
| Золото | Серик Сапиев        | 2012 Лондон         | Бокс                  | мужчины, до 69 кг                  |
| Золото | Александр Винокуров | 2012 Лондон         | Велоспорт             | мужчины, групповая шоссейная гонка |
| Золото | Данияр Елеусинов    | 2016 Рио-де-Жанейро | Бокс                  | мужчины, до 69 кг                  |
| Золото | Дмитрий Баландин    | 2016 Рио-де-Жанейро | Плавание              | мужчины, 200 метров брассом        |
| Золото | Елдос Сметов        | 2024 Париж          | Дзюдо                 | мужчины, до 60 кг                  |

## Знаменосцы

### Зимние Олимпийские игры
| Год, ОИ             | Имя Фамилия        | Вид спорта         | Как выступил |
| ------------------- | ------------------ | ------------------ | ------------ |
| 1994 Лиллехаммер    | Кайрат Биекенов    | Прыжки с трамплина | без медалей  |
| 1998 Нагано         | Владимир Смирнов   | Лыжные гонки       | бронза       |
| 2002 Солт-Лейк-Сити | Радик Бикчентаев   | Конькобежный спорт | без медалей  |
| 2006 Турин          | Александр Корешков | Хоккей             | без медалей  |
| 2010 Ванкувер       | Диас Кенешев       | Биатлон            | без медалей  |
| 2014 Сочи           | Ердос Ахмадиев     | Лыжные гонки       | без медалей  |
| 2022 Пекин          | Абзал Ажгалиев     | Шорт-трек          | без медалей  |
| 2022 Пекин          | Екатерина Айдова   | Конькобежный спорт | без медалей  |

## Допинговый скандал
В 2016 году казахстанские олимпийцы лишились нескольких олимпийских наград за Пекин 2008, Лондон 2012.